# Чемпіонат Сан-Марино з футболу 2000—2001
Чемпіонат Сан-Марино з футболу 2000—2001 — 16-й сезон чемпіонату Сан-Марино з футболу. Чемпіоном став «Космос».
| Чемпіон Сан-Марино 2000—01 |
| -------------------------- |
| «Космос» 1-й титул         |

## Учасники
У зв'язку з об'єднанням «Ювенес» і «Догана», чемпіонат скоротився до 15 команд.
| Клуб              | Місто         |
| ----------------- | ------------- |
| Кайлунго          | Борго-Маджоре |
| Космос            | Серравалле    |
| Доманьяно         | Доманьяно     |
| Фаетано           | Фаетано       |
| Монтевіто         | Фйорентіно    |
| Фольгоре/Фальчано | Серравалле    |
| Ювенес-Догана     | Серравалле    |
| Ла Фіоріта        | Монтеджардіно |
| Лібертас          | Борго-Маджоре |
| Мурата            | Сан-Марино    |
| Пеннаросса        | К'єзануова    |
| Сан-Джованні      | Борго-Маджоре |
| Тре Фйорі         | Фйорентіно    |
| Тре Пенне         | Сан-Марино    |
| Віртус            | Аккуавіва     |

## Турнірна таблиця

### Група А
| М | Команда    | І  | В  | Н | П  | МЗ | МП | РМ  | О  | Кваліфікація або пониження в класі         |
| - | ---------- | -- | -- | - | -- | -- | -- | --- | -- | ------------------------------------------ |
| 1 | Космос Ч   | 21 | 12 | 4 | 5  | 38 | 18 | +20 | 40 | Кваліфікаційний раунд Кубка УЄФА 2001–2002 |
| 2 | Фаетано    | 21 | 10 | 6 | 5  | 38 | 26 | +12 | 36 | Кваліфікація у Плей-оф                     |
| 3 | Тре Пенне  | 21 | 10 | 5 | 6  | 36 | 27 | +9  | 35 | Кваліфікація у Плей-оф                     |
| 4 | Доманьяно  | 21 | 8  | 8 | 5  | 36 | 27 | +9  | 32 |                                            |
| 5 | Кайлунго   | 21 | 7  | 5 | 9  | 34 | 27 | +7  | 26 |                                            |
| 6 | Лібертас   | 21 | 7  | 5 | 9  | 46 | 47 | −1  | 26 |                                            |
| 7 | Монтевіто  | 21 | 7  | 5 | 9  | 21 | 38 | −17 | 26 |                                            |
| 8 | Ла Фіоріта | 21 | 2  | 6 | 13 | 24 | 51 | −27 | 12 |                                            |

Джерела: soccerway.com
Правила класифікації: 
1) очок; 2) очок в очних зустрічах; 3) різниця м'ячів в очних зустрічах; 4) забито м'ячів в очних зустрічах; 5) різниця м'ячів; 6) кіл-ть забитих м'ячів.
(Ч) = Чемпіон; (Пн)/(В) = Понижено в класі/Вибув; (Пв) = Підвищення в класі; (ПП) = Переможець плей-оф; (Н) = Перехід до наступного раунду. 
Застосовується тільки коли сезон ще не закінчений: 
(К) = Кваліфікований до раунду турніру; (КН) = Кваліфікований до турніру, але не до конкретного раунду; (Д) = Дискваліфікований з турніру.

Head-to-Head: used when head-to-head record is used to rank tied teams.

### Група B
| М | Команда           | І  | В  | Н | П  | МЗ | МП | РМ  | О  | Кваліфікація або пониження в класі |
| - | ----------------- | -- | -- | - | -- | -- | -- | --- | -- | ---------------------------------- |
| 1 | Віртус            | 20 | 12 | 6 | 2  | 45 | 23 | +22 | 42 | Кваліфікація у Плей-оф             |
| 2 | Мурата            | 20 | 10 | 5 | 5  | 25 | 22 | +3  | 35 | Кваліфікація у Плей-оф             |
| 3 | Фольгоре/Фальчано | 20 | 9  | 6 | 5  | 34 | 19 | +15 | 33 | Кваліфікація у Плей-оф             |
| 4 | Пеннаросса        | 20 | 9  | 4 | 7  | 39 | 30 | +9  | 31 |                                    |
| 5 | Сан-Джованні      | 20 | 7  | 7 | 6  | 27 | 32 | −5  | 28 |                                    |
| 6 | Тре Фйорі         | 20 | 2  | 4 | 14 | 25 | 50 | −25 | 10 |                                    |
| 7 | Ювенес-Догана     | 20 | 2  | 4 | 14 | 15 | 46 | −31 | 10 |                                    |

Джерела: soccerway.com
Правила класифікації: 
1) очок; 2) очок в очних зустрічах; 3) різниця м'ячів в очних зустрічах; 4) забито м'ячів в очних зустрічах; 5) різниця м'ячів; 6) кіл-ть забитих м'ячів.
(Ч) = Чемпіон; (Пн)/(В) = Понижено в класі/Вибув; (Пв) = Підвищення в класі; (ПП) = Переможець плей-оф; (Н) = Перехід до наступного раунду. 
Застосовується тільки коли сезон ще не закінчений: 
(К) = Кваліфікований до раунду турніру; (КН) = Кваліфікований до турніру, але не до конкретного раунду; (Д) = Дискваліфікований з турніру.

Head-to-Head: used when head-to-head record is used to rank tied teams.

## Плей-оф
У Плей-оф брали участь 3 найкращі команди кожної групи. Команда, яка програла двічі, вибуває.

### Перший раунд
|  |

| Фольгоре/Фальчано | 2-1 | Фаетано |
| ----------------- | --- | ------- |
|                   |     |         |

|  |

|  |

| Мурата | 3-0 | Тре Пенне |
| ------ | --- | --------- |
|        |     |           |

|  |

### Другий раунд
|  |

| Віртус | 1-2 | Фольгоре/Фальчано |
| ------ | --- | ----------------- |
|        |     |                   |

|  |

|  |

| Космос | 0-1 | Мурата |
| ------ | --- | ------ |
|        |     |        |

|  |

### Третій раунд
|  |

| Тре Пенне | 1-0 | Віртус |
| --------- | --- | ------ |
|           |     |        |

|  |

|  |

| Фаетано | 0-3 | Космос |
| ------- | --- | ------ |
|         |     |        |

|  |

### Четвертий раунд
|  |

| Фольгоре/Фальчано | 2-0 | Мурата |
| ----------------- | --- | ------ |
|                   |     |        |

|  |

|  |

| Тре Пенне | 0-4 | Космос |
| --------- | --- | ------ |
|           |     |        |

|  |

### Півфінал
|  |

| Мурата | 0-1 | Космос |
| ------ | --- | ------ |
|        |     |        |

|  |

### Фінал
|  |

| Фольгоре/Фальчано | 1-3 | Космос |
| ----------------- | --- | ------ |
|                   |     |        |

|  |